# Thang Văn Phúc
Thang Văn Phúc là chính trị gia, Tiến sĩ ngành xã hội học người Việt Nam. Ông hiện là Chủ tịch Hội Kỷ lục gia Việt Nam. Ông từng giữ chức vụ Thứ trưởng Bộ Nội vụ Việt Nam (1998-2008), Tổng thư ký Ban Chỉ đạo Cải cách hành chính của Chính phủ Việt Nam, Viện trưởng Viện Khoa học Tổ chức Nhà nước (1995-1999).

## Giáo dục
Thang Văn Phúc tốt nghiệp Đại học Xây dựng Hà Nội.
Sau đó, ông bảo vệ luận án phó tiến sĩ ở Nga.
Ông nghiên cứu chuyên ngành Xã hội học, hướng nghiên cứu về Tổ chức xã hội và Phát triển xã hội.

## Sự nghiệp
Năm 1970, Thang Văn Phúc là công nhân xây dựng công trình thanh niên cộng sản thủy điện Thác Bà, tỉnh Yên Bái.
Sau khi hoàn thành công trình thủy điện Thác Bà, ông tiếp tục tham gia xây dựng công trình thủy điện Sông Đà.
Ông từng làm công tác Đoàn Thanh niên Cộng sản Hồ Chí Minh gần 10 năm. Ông từng giữ chức vụ Bí thư Đoàn Tổng Công ty Xây dựng Thủy điện Sông Đà.
Từ năm 1995 đến năm 1999, Thang Văn Phúc là Viện trưởng Viện Khoa học Tổ chức Nhà nước, Bộ Nội vụ Việt Nam.
Thang Văn Phúc từng là Phó trưởng ban Tổ chức Cán bộ Chính phủ Việt Nam.
Từ tháng 6 năm 1998 đến năm 2008, Thang Văn Phúc là Thứ trưởng Bộ Nội vụ Việt Nam.
Từ năm 2002 đến năm 2008, Thang Văn Phúc là Tổng thư ký Ban Chỉ đạo Cải cách hành chính của Chính phủ Việt Nam (Trưởng ban là Thủ tướng Phan Văn Khải).
Ông nghỉ hưu từ ngày 1 tháng 4 năm 2008 theo quyết định của thủ tướng chính phủ Nguyễn Tấn Dũng (Quyết định 205/QĐ-TTg)).
Từ năm 2016 đến năm 2018, Thang Văn Phúc là Chủ tịch Hội Kỷ lục gia Việt Nam.

## Tác phẩm

### Sách
1. Thang Văn Phúc, Nguyễn Minh Phương (đồng chủ biên): Phát huy vai trò của các tổ chức xã hội ở Việt Nam, Nhà xuất bản Chính trị Quốc gia, H, 2012.
2. Vai trò của các tổ chức xã hội đối với phát triển và quản lý xã hội / Thang Văn Phúc, Nguyễn Minh Phương. - Hà Nội: Chính trị quốc gia - sự thật, 2010. - 590 tr.; 21 cm. -
3. Kinh tế biển Việt Nam: tiềm năng, cơ hội và thách thức / Thang Văn Phúc, Tạp chí tổ chức nhà nước, Hà Nội: Nhà xuất bản Lao động-xã hội, 2008, 829, [3] p.: col. ill.; 27 cm.
4. Đổi mới tổ chức và hoạt động của Mặt trận Tổ quốc và các tổ chức chính trị - xã hội ở nước ta hiện nay / Thang Văn Phúc, Nguyễn Minh Phương. - Hà nội: Chính trị Quốc gia, 2007. - 423tr.; 21 cm.
5. Một số lý thuyết và kinh nghiệm tổ chức nhà nước trên thế giới / Thang Văn Phúc, Nguyễn Đăng Thành. - Hà Nội: Chính trị Quốc gia, 2005. - 346 tr.; 21 cm.
6. Vai trò của các hội trong đổi mới và phát triển đất nước / Thang Văn Phúc, chủ biên... [et al.], Hà Nội: Chính trị quốc gia, 2002, 317 p.; 21 cm.
7. Cải cách hành chính nhà nước: thực trạng, nguyên nhân và giải pháp / Thang Văn Phúc, chủ biên, Hà Nội: Chính trị quốc gia, 2001, 346 p.; 19 cm.
8. Chuyên đề về năng lực, hiệu lực,hiệu quả quản lý hành chính nhà nước-thực trạng nguyên nhân và giải pháp. / Thang Văn Phúc, Đinh Duy Hòa, Hoàng Thế Liên. - Hà Nội: Viện nghiên cứu Khoa học pháp lý, 2000. - 136tr.; 21 cm. - Đinh Duy Hòa Hoàng Thế Liên
9. Tổ chức bộ máy nhà nước và cải cách hành chính ở Cộng hòa Liên bang Đức / Thang Văn Phúc. - Hà nội: Chính trị quốc gia, 1999. - 182 tr.; 19 cm. -
10. Đạo đức, phong cách, lề lối làm việc của cán bộ, công chức theo tư tưởng Hồ Chí Minh/ Thang Văn Phúc, Chu Văn Thành, Hà Quang Ngọc. - H.: Chính trị quốc gia, 1998. - 344tr.; 21 cm

### Bài báo
1. Tác động của việc gia nhập TPP đối với tổ chức Bộ máy Nhà nước và cải cách hành chính hiện nay / Thang Văn Phúc. - 2016. - // Tổ chức nhà nước, Bộ Nội vụ, 2016, Số 9, tr.4-6
2. Tiếp tục thực hiện phân cấp phân quyền giữa trung ương và chính quyền địa phương theo hiến pháp năm 2013 / Thang Văn Phúc. - 2015. - // Tổ chức nhà nước, Bộ Nội vụ, 2015, Số 1, tr. 12 - 14
3. Xây dựng Luật Tổ chức chính phủ theo chế định của Hiến pháp năm 2013 / Thang Văn Phúc. - 2014. - // Tổ chức nhà nước, Cơ quan của Bộ nội vụ, 2014, Số 8, tr.9-12
4. Một số giải pháp về cải cách chính sách tiền lương đối với cán bộ, công chức, viên chức giai đoạn 2012-2020 / Thang Văn Phúc. - 2013. - // Tổ chức nhà nước, Bộ Nội vụ, 2013, Số 1, tr.14-17
5. Những vấn đề đặt ra trong tổ chức bộ quản lý đa ngành, đa lĩnh vực / Thang Văn Phúc. - 2010. - // Tổ chức nhà nước, Bộ Nội vụ, 2010, Số 5, tr.20-22;31
6. Thang Văn Phúc, Nguyễn Minh Phương (Chủ biên): "Đổi mới tổ chức và hoạt động của Mặt trận Tổ quốc và các tổ chức chính trị - xã hội ở nước ta hiện nay", tạp chí Nghiên cứu văn hóa, số 2-2010.
7. Xây dựng đội ngũ trí thức là cán bộ, công chức của nền hành chính nhà nước tới năm 2020 / Thang Văn Phúc. - 2009. - // Tổ chức nhà nước, Bộ Nội vụ, 2009, Số 4, tr.11-13
8. Đổi mới chương trình, giáo trình giảng dạy kiến thức hành chính cho cán bộ, công chức nhà nước / Thang Văn Phúc. - // Tổ chức nhà nước, Bộ Nội vụ, 2007, Số 7, tr.14 - 18
9. Cải cách hành chính Nhà nước Việt Nam-nhìn lại 5 năm(2001-2005), các ưu tiên(2006-2010) và tầm nhìn 2020 / Thang Văn Phúc. - 2006. - // Tổ chức nhà nước, 2006, Số 11, tr.11-17
10. Hội nghị quốc tế về tham gia ý kiến vào dự thảo báo cáo tổng kết việc thực hiện cải cách hành chính giai đoạn I (2001-2005) / Thang Văn Phúc. - 2005. - // Tổ chức nhà nước, Bộ Nội vụ, 2005, Số 11, tr.5-11

## Công trình
Thang Văn Phúc là Chủ nhiệm Đề tài khoa học cấp nhà nước "Vai trò các tổ chức xã hội đối với phát triển xã hội và quản lý phát triển xã hội ở nước ta trong điều kiện phát triển kinh tế thị trường và xây dựng nhà nước pháp quyền xã hội chủ nghĩa - cơ sở lí luận và thực tiễn" (mã số: KX.02.19/06-10) năm 2010.